# 2021-es TCR kelet-európai kupa
A 2021-es TCR kelet-európai kupa (hivatalos megnevezésén: TCR Eastern Europe Trophy powered by ESET)  a széria harmadik évada volt. A szezon április 16-án vette kezdetét a Hungaroringen és szeptember 5-én ért véget Brnoban.
Az egyéni versenyben Dušan Borković, míg a csapatok között a M1RA volt a címvédő.
A széria promótere, Josef Křenek erre a szezonra egy ESET Race Star nevű programot hozott létre, amivel a tehetséges pályaversenyzők karrierjét szeretné támogatni a sorozat.
Az egyéni bajnokság első helyén a cseh Michal Makeš végzett, aki egyben a junior kategória első helyét is megszerezte. A csapatok között a Fullín Race Academy gyűjtötte a legtöbb pontot.

## Versenynaptár
A tervezett versenynaptárat 2020. december 2-án tette közzé a bajnokság promótere. Ez 2021. március 17-én megerősítésre is került. 2021. április 7-én módosítottak a versenynaptáron, az ausztriai hétvégét a Red Bull Ring-en törölték,helyére a Slovakia Ring került a naptárba, így a széria – többek között – ismét közös hétvégén fog szerepelni a TCR Európa-kupa sorozattal.
| Forduló | Forduló | Helyszín                   | Pályarajz | Dátum            |
| ------- | ------- | -------------------------- | --------- | ---------------- |
| 1.      | 1.      | Hungaroring                |           | április 15-17.   |
| 1.      | 2.      | Hungaroring                |           | április 15-17.   |
| 2.      | 3.      | Automotodróm Slovakia Ring |           | május 7-9.       |
| 2.      | 4.      | Automotodróm Slovakia Ring |           | május 7-9.       |
| 3.      | 5.      | Tor Poznań                 |           | június 11-13.    |
| 3.      | 6.      | Tor Poznań                 |           | június 11-13.    |
| 4.      | 7.      | Automotodrom Grobnik       |           | július 23-25.    |
| 4.      | 8.      | Automotodrom Grobnik       |           | július 23-25.    |
| 5.      | 9.      | Automotodróm Slovakia Ring |           | augusztus 20-22. |
| 5.      | 10.     | Automotodróm Slovakia Ring |           | augusztus 20-22. |
| 6.      | 11.     | Automotodrom Brno          |           | szeptember 3-5.  |
| 6.      | 12.     | Automotodrom Brno          |           | szeptember 3-5.  |

## Csapatok és versenyzők
| Csapat                                  | Autó                       | #  | Versenyző            | Kat.    | Forduló | Ref.         |
| --------------------------------------- | -------------------------- | -- | -------------------- | ------- | ------- | ------------ |
| Horňák-Aditis                           | Audi RS 3 LMS TCR          | 1  | Bartosz Groszek      | ERS     | 3–6     | [ 8 ]        |
| Horňák-Aditis                           | Audi RS 3 LMS TCR          | 38 | Radim Adámek         |         | Összes  | [ 9 ]        |
| Horňák-Aditis                           | Audi RS 3 LMS TCR          | 96 | Petr Fulín jr.       | ERS     | 1       | [ 9 ]        |
| Horňák-Aditis                           | Audi RS 3 LMS TCR          | 96 | Miro Horňák          | ERS     | 2       | [ 10 ]       |
| Basenhurt Racing Team                   | Volkswagen Golf GTI TCR    | 2  | Tomasz Rzepecki      | JUN     | Összes  | [ 11 ]       |
| LEMA Racing                             | Cupra León TCR             | 3  | Giacomo Ghermandi    |         | 1–4     | [ 12 ]       |
| LEMA Racing                             | Cupra León Competición TCR | 3  | Giacomo Ghermandi    | 5–6     | [ 13 ]  |              |
| LEMA Racing                             | Cupra León TCR             | 6  | Petr Semerád         | JUN ERS | 6       | [ 14 ]       |
| Carpek Service                          | Cupra León TCR             | 11 | Tomáš Pekař          |         | Összes  | [ 15 ]       |
| RTM Motorsport                          | Volkswagen Golf GTI TCR    | 13 | René Martinek        |         | 5       | [ 16 ]       |
| M1RA                                    | Hyundai i30 N TCR          | 13 | Báldi Gergő          |         | 6       | [ 14 ]       |
| Fullin Race Academy                     | Cupra León Competición TCR | 14 | Petr Čížek           |         | 3–6     | [ 15 ]       |
| Fullin Race Academy                     | Cupra León Competición TCR | 76 | Petr Čížek           |         | 1–2     | [ 15 ]       |
| Fullin Race Academy                     | Cupra León Competición TCR | 22 | Carol Wittke         |         | Összes  | [ 17 ]       |
| Steibel Motorsport                      | Cupra León TCR             | 23 | Sebastian Steibel    | ERS     | Összes  | [ 18 ]       |
| ARC Bratislava                          | Cupra León TCR             | 26 | David Němček         | ERS     | 2       | [ 10 ]       |
| NordPass                                | Hyundai i30 N TCR          | 27 | Jonas Karklys        |         | 5       | [ 19 ]       |
| Vesnić Racing                           | Audi RS 3 LMS TCR          | 31 | Milovan Vesnić       |         | 1–4     | [ 15 ]       |
| CS-Motorsport                           | Audi RS 3 LMS TCR          | 33 | Sanel Ćehić[a]       |         | Összes  | [ 20 ]       |
| Micanek Motorsport pwrd by Buggyra ACCR | Cupra León TCR             | 44 | Michal Makeš         | JUN     | Összes  | [ 15 ]       |
| AMSK KOTOR                              | Cupra León TCR             | 47 | Fraňo Dubreta        |         | 6       | [ 14 ]       |
| BTC Maszyny                             | Audi RS 3 LMS TCR          | 53 | Lukasz Stolarczyk    |         | 1–4     | [ 15 ]       |
| Honda Wyszomirski                       | Honda Civic Type R TCR     | 55 | Sebastian Kolakowski |         | 3–4     | [ 8 ] [ 21 ] |
| Honda Wyszomirski                       | Honda Civic Type R TCR     | 77 | Jakub Wyszomirski    |         | 3       | [ 8 ] [ 14 ] |
| BM Racing Team                          | Hyundai i30 N TCR          | 66 | Szymon Jabłoński     | JUN     | 3       | [ 22 ]       |
| AK Dubrovnik Racing                     | Cupra León TCR             | 74 | Žarko Knego          |         | 1–2, 4  | [ 15 ]       |

| Jelzés | Kategória      |
| ------ | -------------- |
| JUN    | Junior         |
| ERS    | ESET Race Star |

Megjegyzések:
- ↑ a:  – Sanel Ćehić bosnyák származású versenyző, de a szériában német színekben szerepel.

## Szabályváltozások
- Ettől az évtől kezdődően bevezetik a fordított rajtrácsos szabályt, azonban az első futamot követően sorsolás útján döntik el, hogy az első 6, 7, 8, 9, 10, 11 vagy 12 célba érkező sorrendjét fordítják-e meg a második futam rajtjához.[23]
- A szezon során a 12 versenyből a versenyzők a versenyen elért 10 legjobb helyezést tarthatják meg.[24]

## A szezon menete

### Hungaroring

#### Első futam

A pálya vonalvezetése

Az évad szezonnyitóját a Hungaroringen rendezték meg április 17-én. A hétvégét megelőzen az előzetes nevezési listán szerepelt a Honda Wyszomirski csapat is Jakub Wyszomirski és Sebastian Kolakowski nevezésével, azonban az edzéseket követően visszaléptek a hétvégén való részvételtől.
A szezon első időmérő edzésén Tomáš Pekař autózta a leggyorsabb köridőt, mögötte Milovan Vesnić és Michal Makeš végeztek a kvalifikáció végén. A rajtot követően az első kanyarba az első négy helyezett, Pekař, Vesnić, Makeš és Lukasz Stolarczyk egymás mellett érkezett meg, az élről induló Pekař volt a legóvatosabb, Vesnić és Makeš összeértek, Stolarczyk pedig szélesre sodródott, így Pekař visszaszerezte az első helyet. Mögötte nagy csata alakult ki a többi dobogós helyezésért. Stolarczyk abszolút mindent megtett, hogy Makešt maga mögött tartsa. A lengyel-cseh párharc a pálya egy technikás szakaszán érte el a csúcspontját, ahol egymás mellett versenyeztek és végül a két autó összeért. Makeš elvesztette autója egy kisebb darabját, de sikerült megszereznie a 2. helyet. Nem sokkal később Stolarczyknak Milovan Vesničcsel szemben is védekeznie kellett. A szerb pilótának a középmezőnyből kellett felküzdenie magát újra, miután a verseny első körében szintén ütközött Makešsel. Vesnič megelőzte a lengyel pilótát a sikánban, és átvette tőle a 3. helyet. Ezalatt Pekař a verseny folyamán  folyamatosan növelte az előnyét és a  leggyorsabb kört is megfutva megnyerte a szezonnyitó versenyt. A futam utolsó körében végül Giacomo Ghermandi is utolérte Stolarczykot és megelőzte, így a lengyel pilótának végül az 5. pozícióval kellett beérnie. Tomasz Rzepecki a 6., Sebastian Steibel a 7., Petr Fulín jr. a 8., Carol Wittke a 9., Petr Čížek pedig a 10. helyen befutva egészítették ki a pontszerzőket. A pontszerző zónán kívül  Žarko Knego, Sanel Ćehić és Radim Adámek zártak.
- A teljes verseny

#### Második futam
A második futamra szintén április 17-én került sor.
A rajtrácsot a nyitó futam eredményei alapján állították fel, a legjobb kilenc pilóta fordított rajtrácsra került. A rajt előtt Žarko Knego Cuprájával technikai problémák adódtak, így a horvát versenyző nem tudott elindulni a versenyen. Az első sort a rajtrácson a Fulinrace Academy csapatából Carol Wittke valamint a Horňák-Aditis versenyzője Petr Fulín jr. alkotta. Az első kanyarba több versenyző is egymás mellett érkezett meg, és a TCR autók a pálya teljes szélességét elfoglalták, végül minden versenyző figyelt és elkerülték az ütközéseket. Tomáš Pekař jól kapta el a rajtot és már első két kanyar után a 4. helyre zárkózott fel a kilencedikről, alig két körrel később pedig a vezetést is átvette a versenyben, miután megelőzte Lukasz Stolarczykot. Nem sokkal később Stolarczyknak már Michal Makeš ellen kellett védekeznie, megismétlődött az első futam 2. helyéért folytatott csatájuk. Stolarczyk azonban ezúttal nem adott lehetőséget Makešnek az előzésre. Stolarczyk a 2. helyért járó trófeát vehette át, Makeš pedig a 3. helyen végzett.
Milovan Vesnič is jól rajtolt, de az 1. kör végén kiszorult a pályáról, és néhány helyet veszített, ezután az olasz Giacomo Ghermandit sokáig nem tudta megelőzni. Miután végül sikerült átjutnia ellenfelén, Vesnič a 4. helyen álló Sebastian Steibelre kezdett el közeledni és három perccel a verseny vége előtt az első kanyarban meg is előzte német riválisát, és ezt a pozíciót a végéig megtartotta. Mögöttük Giacomo Ghermandi, Carol Wittke, Tomasz Rzepecki, Petr Čížek és Petr Fulín jr. végzett a legjobb 10 között. Sanel Ćehić és Radim Adámek pedig lemaradtak a pontszerzésről.
- A teljes verseny

### Slovakiaring

#### Első futam

A pálya vonalvezetése

A szezon második hétvégéjén a nyitófutamot május 8-án tartották a Szlovákiában található Automotodróm Slovakia Ringen.
Milovan Vesnić volt a legjobb a kvalifikáción, és megszerezte a pole pozíciót az első futamra. A szerb a rajtot követően azonnal elvesztette az első helyét, miután Tomáš Pekař megelőzte őt. De a bajnokságot vezető versenyző csak rövid időre került az élre, mert az első körben hibázott, és ezzel átadta vezetést Michal Makešnek. Ezt követően a Mičánek Motorsport powered by Buggyra pilótája abszolút domináns volt, és a célban megszerezte első futamgyőzelmét a TCR kelet-európai kupa sorozatában. Sebastian Steibel a második lett, így először állhatott dobogóra a sorozatban, míg a mögötte harmadik helyen végző Carol Wittke a Fullinrace Academy csapat harmadik dobogós eredményét szerezte a szériában, – csapattársa Petr Čížek az előző két dobogós eredményt még 2019-ben érte el a csapat számára.
Tomasz Rzepecki a 4. helyen végzett, miután az utolsó körökben megelőzte Tomáš Pekařt, aki így az 5. helyen ért célba. A  versenyszériában debütáló és az ESET Race Star projekt által támogatott Miro Horňák sokáig negyedik volt, és harcban volt a dobogóért, végül a helyi versenyző a hatodik helyet szerezte meg. Lukasz Stolarczyk a 7. helyen végzett. Egy másik debütáló és az ESET Race Star által támogatott versenyző, az ARC Bratislava színeiben és a Zengő Motorsport csapata által biztosított Cuprával versenyző Dávid Němček szintén pontokat szerzve a 8. helyen ért célba. Žarko Knego a 9. helyen végzett, Radim Adámek pedig az utolsó, tizedik pontszerző helyeken zárt.
A kvalifikáció győztese Milovan Vesnić sokáig a 2. helyen haladt, később Sebastian Steibel mögé esett vissza és harmadik helyen vezetett, azonban műszaki problémái adódtak és nem ért célba. Petr Čížek és Giacomo Ghermandi sem látta meg a kockás zászlót, szintén technikai problémák miatt.
- A teljes verseny

#### Második futam
A május 9-én tartott második futamra a szombati verseny első kilenc helyezettét fordították meg a rajtrácson, így az első helyről Žarko Knego indulhatott. A rajtnál Lukasz Stolarczyk vette át a vezetést, de Tomáš Pekař is jó ütemben kapta el a rajt pillanatát és a negyedik helyről indulva az első métereken előrelépett a második pozícióba, majd még az első körben a vezetést is megszerezte, miután Stolarczyk a kör végén hibázott. Végül Pekař magabiztos vezetéssel egészen a leintésig megőrizte az első helyét, mögötte az ESET Race Star által támogatott Sebastian Steibel négy másodperccel ért célba a második helyen. Az első futam győztese, Michal Makeš a 2. futam során a 9. helyről indulva a harmadik helyig zárkózott fel és szintén dobogós eredményt ért el. A dobogósok mögött Carol Wittke ért célba a negyedik helyen, az ötödik Miro Horňák lett, a hatodik pozícióban Milovan Vesnićet intette le a kockás zászló, mögötte a pontszerzők névsorát az első sorból induló Žarko Knego és David Němček, valamint Sanel Ćehić és Radim Adámek zárta. A pontszerzés lemaradva Giacomo Ghermandi a 11. lett, Lukasz Stolarczyknak és Tomasz Rzepeckinek pedig a verseny során a bokszutcába kellett hajtania, így a 12. és 13. pozícióban értek célba, míg Petr Čížek műszaki hiba miatt kiesett.
- A teljes verseny

### Tor Poznań

#### Első futam

A pálya vonalvezetése

A szezon harmadik hétvégéjének első futamát június 12-én rendezték Poznańban. Új induló volt a mezőnyben Bartosz Gorszek, aki a széria 2020-ban megrendezett szimulátor bajnokságában tűnt fel és a sorozat szervezői az ESET Race Star projekt segítségével segítették, hogy debütálhasson a versenysorozatban, továbbá ismét nevezett a hétvégére a Honda Wyszomirski Jakub Wyszomirski és Sebastian Kolakowski részvételével. Az időmérő edzés során Michal Makeš bizonyult a leggyorsabbnak, a második Tomáš Pekař lett, mögöttük a szériába visszatérő Hyundaios, Szymon Jabłoński zárt. Az előzetes előrejelzések alapján volt némi esély rá, hogy a szombati versenynapra eső érkezik a pálya környékére, azonban a verseny végül száraz körülmények között zajlott. A rajtnál az élmezőnyben nem történt változás, a futam későbbi szakaszában ugyan alakultak ki csaták, azonban a verseny komolyabb események nélkül ment végig, eltekintve Kolakowski hibájától, aki ígéretes pozícióban haladt pontszerzési esélyekkel, azonban Hondájával az egyik kanyarban megpördült és visszaesett az utolsó helyre. A versenyt végül a rajttól a célig vezető Makeš nyerte, mögötte pedig Pekař és Jabłoński ért célba. Mögöttük a negyedik helyen a hazai pályán szereplő Tomasz Rzepecki zárt, majd Petr Čížek, Sebastian Steibel, Lukasz Stolarczyk, Bartosz Groszek, Giacomo Ghermandi és Carol Wittke volt a sorrend a pontszerzők között. Meglepetésre a széria 2019-es bajnoka Milovan Vesnić nem tudott pontot szerezni, a 11. helyen zárt, mögötte ért még célba Sanel Ćehić, Radim Adámek, Jakub Wyszomirski és Sebastian Kolakowski.
- A teljes verseny

#### Második futam
A sorolásnak köszönhetően az első futamon elért nyolcadik helyének köszönhetően a széria újonc versenyzője, Bartosz Groszek indulhatott az első rajtkockából a hétvége zárófutamán június 13-án.
A versenyt Milovan Vesnić műszaki hiba miatt a bokszutcából indulva kezdte meg, majd a második körben kiállt és feladta a versenyt. A második rajtkockából induló Lukasz Stolarczykot a verseny elején utolérte Michal Makeš és a csata közben összeértek, aminek következtében Stolarczyk Audija lesodródott a pályáról és a szalagkorlátnak ütközött. ezzel a versenyző versenyének véget vetve. Az utolsó körökben Petr Čížek is kiesett miután a Tomasz Rzepeckivel, valamint csapattársával, Carol Wittkével folytatott küzdelem során ütközött mindkét rivális autójával és kitört autójának bal hátsó kereke, valamint a hétvégét megelőzően a tabella élén álló Tomáš Pekař is feladni kényszerült az utolsó körökben a versenyt féltengely törés miatt. Groszek a rajt pillanatától fogva vezette a futamot és magabiztos vezetéssel meg is nyerte, a második helyen egészen az utolsó körig Sebastian Steibel autózott, akkor azonban a versenyt a nyolcadik pozícióból megkezdő Michal Makeš utolérte és megelőzte. A pontszerzők további névsorát Szymon Jabłoński, Giacomo Ghermandi, Carorl Wittke, Tomasz Rzepecki, Sanel Ćehić, Jakub Wyszomirski és Sebastian Kolakowski alkotta, továbbá a pontszerző zónán kívül célba ért még Radim Adámek is a tizenegyedik pozícióban.
- A teljes verseny

### Grobnik

#### Első futam

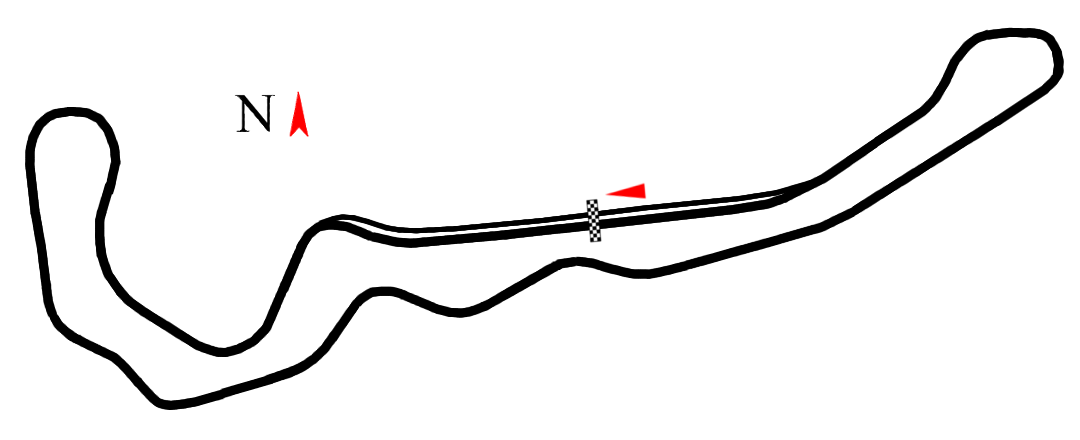
A pálya vonalvezetése

A grobniki első futamot július 25-én rendezték meg. Eredetileg a hétvégén részt vett volna Honda Wyszomirski csapat mindkét autója, azonban anyagi okokból Jakub Wyszomirski visszalépett a hétvégén való részvételtől. Az időmérőn az első helyet Milovan Vesnić szerezte meg, míg mögötte némi meglepetésre Carol Wittke és Bartosz Groszek zártak, a bajnokság második helyét elfoglaló Tomáš Pekař az ötödik, míg a listavezető Michal Makeš a hatodik lett. A rajtnál Vesnić megőrizte az első helyét, míg Wittkét lerajtolta Groszek, a negyedik helyről startoló Stolarczyk gyengén rajtolt és a mezőny végére esett vissza. A két bajnoki rivális, Pekař és Makeš kezdtek el csatázni, végül Makeš meg is előzte Pekařt. Az ötödik körben az olasz Giacomo Ghermandi kiesett, míg egy körrel később Sanel Ćehić is, miután összeütközött az előtte haladó Lukasz Stolarczykkal, aki éppen egy hibáját követően tért vissza a pályára, megsérült autójával Stolarczyk is a bokszutcába hajtott és feladta a versenyt. Mivel Ćehić Audija az egyik kanyarban pont az ideális íven állt meg, így a pályára hajtott a biztonsági autó, ami összerázta a mezőnyt. Miután véget ért a biztonsági autós időszak a mezőny első fele egybe maradt a leintésig, azonban változás már nem történt, leszámítva Sebastian Kolakowski apró hibáját, aki lesodródott a pályáról, azonban kis időveszteséggel tudta folytatni a versenyt. Végül a rajttól kezdve magabiztosan vezető Milovan Vesnić nyerte meg a futamot Bartosz Groszek, Carol Wittke, Michal Makeš és Tomáš Pekař előtt, a leintés pillanatában az első öt helyezettet mindössze 1,572 másodperc választotta el egymástól. A további pontszerzők névsorát Sebastian Steibel, Petr Čížek, Tomasz Rzepecki, Žarko Knego és Radim Adámek zárta.
- A teljes verseny

#### Második futam
A második futamot július 25-én rendezték. Miután a szombati futam első hét helyezettje fordult a rajtrácson az első rajthelyről a Fullin Race Academy versenyzője Petr Čížek indulhatott, míg a második pozícióból Sebastian Steibel. A rajtnál az élről induló cseh versenyző beragadt és a teljes mezőny elhaladt mellette, azonban még a célegyenesben összeütközött a mezőny második feléből rajtoló Sebastian Kolakowski és Giacomo Ghermandi, a lengyel Hondáját a Cupra versenyzője beforgatta a mezőny második fele elé, aminek következtében Lukasz Stolarczyk és Žarko Knego is eltalálta a Honda Wyszomirski autóját. Azonnal piros zászlós fázist rendelt el a versenyirányítás az autók eltávolítása, illetve a pálya takarítása miatt, az új rajtnál Knego, Stolarczyk és Kolakowski nem lehetett ott, azonban a komoly balesetben szerencsére egyik versenyző sem sérült meg. Mivel a piros zászlós fázisig a versenyzők nem tudtak megtenni egy teljes kört, így az eredeti sorrend lépett életbe a rajtrácson, így az első rajtnál eredetileg a mezőny végére visszaeső Čížek ismét elfoglalhatta az első rajtkockát. A második rajtot Čížek jól kapta el, a mellőle induló Steibelt azonban a rajtot követően hamar megelőzte a harmadik helyről induló Tomáš Pekař, aki az első körben az élen álló pilótát is megtámadta, az azonban kivédekezte a próbálkozásokat, majd stabilizálta pozícióját a mezőny élén. A mezőny hátsóbb régiójában Giacomo Ghermandi és Sanel Ćehić koccantak a célegyenesben, utóbbi néhány kanyarral később a pálya szélére húzódva feladta a versenyt. A közvetlen élmezőnyben hatalmas küzdelem alakult ki a harmadik helyért; Sebastian Steibelre Milovan Vesnić, Michal Makeš, Bartosz Groszek és Carol Wittke is megérkezett. 
A második körben Steibel helyet hagyott Vesnićnek, aki meg is érkezett mellé és a két versenyautó ezt követően kanyarokon keresztül egymás mellett haladt, majd a célegyenesbe megérkezve a harmadik kör legelején nevető harmadikként az ötödik helyen álló Makeš megpróbálta mindkettejüket kifékezni egy kései féktávval, azonban a poros belső íven nem tudott megállni, így mindhárom autó kisodródott a kavicságyba, Makeš kis időveszteséggel visszatudott térni, Steibel és Vesnić azonban hosszabb ideig vesztegelt a bukótérben, majd miután visszatértek a pályára a kör végén a bokszutcába hajtottak és autóik sérülései miatt feladták a versenyt. Az ötödik körben az addig a versenyt magabiztosan vezető Čížek a pálya szélére húzódott és műszaki hiba következtében feladta a versenyt, így a vezetést Tomáš Pekař vette át. Ezt követően a verseny során már sok esemény nem történt, hiába közeledett a verseny végére Bartosz Groszek az élen álló Pekařra, a cseh végül magabiztos vezetéssel megszerezte szezonbeli negyedik győzelmét. A második helyre Groszek ért be, a harmadik pedig Carol Wittke lett, mögötte a negyedik helyen a felzárkózó Michal Makeš ért célba, az ötödik Radim Adámek lett, mögötte pedig a Giacomo Ghermandi és Tomasz Rzepecki volt az utolsó két célbaérő. A versenyt követő órákban Michal Makešt megbüntették a Steibellel, illetve Vesnićcsel történt incidenséért, Giacomo Ghermandit pedig a Sanel Ćehićcsel történt koccanásáért, mindketten 30 másodperces időbüntetést kaptak, így visszaestek a hatodik-hetedik pozícióba. A bajnoki tabellán a vezetést Tomáš Pekař vette át.
- A teljes verseny

### Slovakiaring

#### Első futam

A pálya vonalvezetése

A szezon kilencedik versenyét augusztus 21-én, szombaton rendezték, a szlovákiai Diósförgepatonyban található Automotodróm Slovakia Ringen. Az időmérő edzés során Michal Makeš bizonyult a leggyorsabbnak, mögötte a második pozícióban a műszaki problémákkal küzdő bajnoki riválisa Tomáš Pekař zárt. A verseny rajtjánál utóbbi versenyző nem is tudott részt venni, mivel problémái nem oldódtak meg, míg a pole-pozíciót megszerző Makeš beragadt a rajt pillanatánál és a mezőny végére esett vissza. A vezetést így negyedik rajtkockából induló Jonas Karklys vette át, Sebastian Steibel, Giacomo Ghermandi és Bartosz Groszek előtt. Ghermandi az első kanyarokban túl szélesre sodródott, amit Groszek ki is használt és megelőzte az olasz versenyzőt, majd megpróbálta megelőzni Steibelt is, azonban összeütköztek és Steibel kicsúszott a bukótérbe, amivel a mezőny végére került. Ugyanebben a kanyarban Makeš is hibázott és épphogy csak ugyan, de eltudta kerülni Steiibel bukótérben álló Cupráját. Még szintén az első körben járt a verseny, amikor a harmadik helyen haladó Ghermandi hibázott és túl szélesre futott, majd ugyanabban a kanyarban megismételte a hibáját a második körben is, ami viszont már a versenyének a végét jelentette, mivel a kavicságyban ragadt az autója, ekkor vette át a dobogós pozíciót a Fullín Race Academy versenyzője Petr Čížek, mögötte a negyedik helyen csapattársa, Carol Wittke haladt. Ezt követően a verseny során az élmezőnyben túl sok változás nem történt, Karklys a leggyorsabb kört is megfutva magabiztosan vezetett a futam során, a második helyen Groszek is nyugodt futamot tudhatott magáénak, a mezőny végéről felzárkózó Michal Makeš azonban utolérte a verseny során a Fullín Race Academy Cupráit és Wittkét megelőzve elkezdte támadni Čížeket az utolsó dobogós pozícióért, akit az utolsó körben végül sikerült is megelőznie és felállnia a dobogóra. Végül azonban megbüntették és Carol Wittke örülhetett a harmadik helynek, Makeš öt másodperces időbüntetést kapott, a Čížekkel való kontaktjáért, amivel végül a negyedik helyen zárt. Az ötödik Sanel Ćehić, a hatodik Žarko Knego, a hetedik Radim Adámek, a nyolcadik pedig az utolsó pillanatokban a pályáról lefutó Čížek lett, az utolsó két pontszerző helyet Sebastian Steibel és René Martinek szerezték meg. A versenyen kiesett Tomasz Rzepecki és Giacomo Ghermandi, valamint nem tudott részt venni a bajnokságot a hétvégét megelőzően vezető Tomáš Pekař.
- A teljes verseny

#### Második futam
A szezon tizedik versenyére augusztus 22-én került sor. Az első futamot követő sorsolásnak megfelelően az első kilenc helyezett sorrendje fordult meg a rajtrácson, így az első helyről Sebastian Steibel várhatta a rajtlámpák kialvását, mellőle Petr Čížek indulhatott, a második sort pedig Radim Adámek és Žarko Knego foglalták el. A bajnokság első helyét átvevő Makeš a hatodik helyről indult, míg bajnoki riválisa, Pekař a hétvége első futamának kihagyását követően a mezőny utolsó helyéről startolhatott. Ghermandi Cuprájával a rajt előtt problémák adódtak, így a versenyző végül a bokszutcából volt kénytelen a mezőny után indulni. A rajt után Steibel megtartotta első helyét. Jonas Karklys és Michal Makeš nagyon jól kezdte a versenyt. Karklys a második, Makeš pedig a harmadik helyre lépett előre. Tomáš Pekař is határozottan haladt előre, miután az utolsó helyről indult, az első kört követően már az ötödik helyen állt Radim Adámek mögött. Petr Čížek és Sanel Ćehić számára rosszul indult a futam, mindketten hátra kerültek az utolsó pozíciókba. A 3. körben Pekař megelőzte Adámeket és a negyedik helyre lépett előre. Ekkor megfutotta a leggyorsabb kört is, és megkezdhette bajnoki riválisa, Michal Makeš üldözését. De a Mičánek Motorsport powered by Buggyra versenyzője is nyert egy pozíciót, mivel megelőzte Jonas Karklyst és a második helyre lépett előre. A 3. körben azonban piros zászlóval megállították a versenyt,  Žarko Knego hatalmas bukásának következtében, aki egy körrel korábban ért össze egy másik versenyző autójával és a hátsó felfüggesztése megsérült, ennek következtében körülbelül 180 kilométer/órás sebességgel a szalagkorlátba csapódott a kettes kanyarban, a horvát versenyző kisebb lábsérülést szenvedett, de szerencsére ki tudott szállni az autóból. Sebastian Steibel az újraindításra is megtartotta az első helyét, mögötte viszont Jonas Karklys visszakapta a második helyet, mert a 2. kör végén lévő sorrend volt érvényes az újraindításra. Michal Makeš a harmadik volt, Tomáš Pekař pedig az ötödik helyre került vissza a negyedik Radim Adámek mögé. A futam hosszát 13 percre módosították. A biztonsági autó mögött eltöltött egy kör után Steibel maradt az első helyen, de tíz másodperces büntetést kapott az elrugaszkodás miatt. A német maradt az első, de a mögötte lévő eredmények megváltoztak. Makeš feljött a második helyre Karklyst megelőzve. Tomáš Pekař is nyert egy helyet, amikor ismét megelőzte Adámeket. 
Nem sokkal később Pekař a harmadik helyet is megszerezte, amikor ő is megelőzte Karklyst. Közben Tomasz Rzepecki feladta a 2. futamot. Nagyjából négy perccel a vége előtt azonban Tomáš Pekař bajba került. Letért a pályáról és a nyolcadik helyre esett vissza. Karklys pedig ismét dobogós helyen haladt. Sebastian Steibel elsőként haladt át a célvonalon, a büntetése miatt azonban több pozíciót veszített, ami azt jelentette, hogy Michal Makeš örökölte meg a győzelmet. Az 1. futam győztese, Jonas Karklys a második helyre lépett elő, a harmadik helyével pedig Bartosz Groszek újabb dobogós helyezést ért el. Carol Wittke negyedik lett, Sebastian Steibel végül az ötödik helyre esett vissza. Radim Adámek a hatodik, Tomáš Pekař hetedik, Sanel Cehic nyolcadik, René Martinek kilencedik, Petr Čížek pedig az egy pontot érő a 10. helyen ért célba. Giacomo Ghermandi ugyan eredetileg a kilencedik helyen fejezte be a versenyt, azonban utólag 30 másodperces időbünetést kapott a Petr  Čížekkel történt ütközéséért, így végül az utolsó célbaérőként a 11. helyen rangsorolták.
- A teljes verseny

### Brno

#### Első futam

A pálya vonalvezetése

A szezon utolsó előtti futamát szeptember 4-én, szombaton tartották a csehországi Brnoban. A hétvégén végül az előzetes nevezési listával ellentében mégsem vett részt a Honda Wyszomirski csapat két pilótája, Jakub Wyszomirski és Sebastian Kolakowski, valamint a két héttel korábban megrendezett szlovákiai hétvégén nagy balesetet és kisebb lábsérülést szenvedő Žarko Knego sem, aki a versenyautóját nem tudta összerakni erre a hétvégére. A pole-pozíciót a versenysorozatban első alkalommal Carol Wittke szerezte meg, míg mellőle csapattársa Petr Čížek várhatta a piros lámpák kialvását. A második sorba Bartosz Groszek és Michal Makeš kvalifikálták magukat, Makeš bajnoki riválisa Tomáš Pekař a hatodik lett, Giacomo Ghermandi mögött.
Az első helyről induló Wittke az első métereken a harmadik helyre esett vissza, a vezetést Bartosz Groszek vette át, Michal Makeš pedig feljött a második helyre. Witte azonban már az első körben visszaelőzte Makešt, és nemsokára a vezetést is visszaszerezte, amikor Groszeket is megelőzte. A Fullinrace Academy másik versenyzője, Petr Čížek szintén elkezdett felzárkózni a gyenge rajtja után és a verseny során ő is utolérte Groszeket. Nagyon közel autózott a lengyel versenyzőhöz, és többször is megpróbálta megelőzni őt, de nem járt sikerrel. Ez azt jelentette, hogy Groszek másodikként, Čížek pedig harmadikként haladt át a célvonalon.
Michal Makeš a negyedik helyen végzett. A Mičánek Motorsport powered by Buggyra versenyzője számára azonban kis híján drámai módon ért véget a verseny. A bajnoki küzdelemben a fő riválisa, Tomáš Pekař nagyon gyorsan csökkentette a távolságot közte és Makeš között, és közvetlenül mögötte haladt át a célvonalon. Ez az eredmény azonban azt jelentette, hogy Makeš 27 pontra növelte bajnoki előnyét Pekař előtt, viszont még mindig nem biztosította be a bajnoki cím. Mivel a vasárnapi második futamon még 26 pont szerezhető volt, ráadásul a szezon két legrosszabb eredményét törlik is a szabályok értelmében. Sebastian Steibel a hatodik helyen végzett. Tomasz Rzepecki lett a hetedik, Báldi Gergő a nyolcadik helyért négy pontot szerzett debütálásakor, a szintén debütáló Petr Semerád a kilencedik helyen végzett és szintén pontokat szerzett, az első tizet pedig Radim Adámek zárta. Giacaomo Ghermandi végül a 11. helyen végzett, a rajtrács harmadik újonca, Fraňo Dubreta a 13. helyen futott be.
- A teljes verseny

#### Második futam
Az évad utolsó versenyét szeptember 5-én, vasárnap rendezték meg. Az 1. futam első hat helyezettje fordított sorrendben indult a 2. futamon. Ez azt jelentette, hogy Sebastian Steibel volt az, aki megszerezte a pole pozíciót a szezon utolsó futamára. A német pilóta mögött a két bajnoki címre pályázó versenyző indult. Tomáš Pekař lett a második, Michal Makeš pedig a harmadik. Makeš mögött a negyedik Petr Čížek, az ötödik Bartosz Groszek és a hatodik Carol Wittke, az első futam győztese következett.
Steibel megtartotta első helyét a rajt után. Makeš azonban egy pozíciót nyert és megelőzte Tomáš Pekařt. A Carpek Service versenyzője a harmadik helyre esett vissza. Pekař azonban néhány kanyarral később ismét Makeš elé került. Ráadásul Steibel visszaesett mögéjük a harmadik helyre. Ez azt jelentette, hogy Pekař állt az élen Makeš előtt,  Pekař ebben a pillanatban a bajnoki cím birtokában volt. Steibel az 1. kör során további helyeket veszített, és az 1. kör után már csak  kilencedik volt. Carol Wittke volt a harmadik, Bartosz Groszek a negyedik, Petr Čížek az ötödik, Giacomo Ghermandi a hatodik, Tomasz Rzepecki a hetedik, Báldi Gergő pedig a nyolcadik. Petr Semerád szintén az első tízben tartózkodott, a tizedik pozíciót elfoglalva. A 2. körben még mindig Pekař vezetett, Makeš azonban nem maradt le tőle. A Mičánek Motorsport powered by Buggyra versenyzőjének a visszapillantó tükrébe is figyelnie kellett. Carol Wittke már kereste a módját, hogy hogyan előzze meg Makešt és végül a 3. körben meg is előzte, valamint Groszek is megtalálta a lehetőséget és elment Makeš mellett. A bajnoki címért küzdő versenyző azonban néhány kanyarral később ismét Groszek előtt volt. Pekař még mindig az első helyen haladt, és ekkor még a bajnoki címet is ő birtokolta. Groszek a 4. körben az 1-es kanyarban ismét megelőzte Makešt. Wittke már közvetlenül Pekař mögé ért, a cseh pilóta azonban továbbra is az élen tudott maradni. Groszek nagyon korán tudott némi távolságot kialakítani közte és a negyedik Makeš között.
A bajnoki cím sorsa néhány pillanattal később változott, mivel Carol Wittke megelőzte Tomáš Pekařt és az élre állt. Bartosz Groszek csökkentette a lemaradását Tomáš Pekařhoz képest és a 6. körben az 1-es kanyarban ő is megelőzte a cseh versenyzőt és átvette a második helyet. Sebastian Steibel eközben visszazárkózott a hatodik helyre, és elkezdte üldözni az ötödik helyen lévő Petr Čížeket. Tomasz Rzpecki és Petr Semerád a hetedik helyért harcoltak, és szintén nagyszerű műsort nyújtottak a nézőknek a több körön át tartó csata során, többször is kanyarokon keresztül egymás mellett autóztak. Rzepecki ugyan egy ideig tudott maradni Semerád előtt, azonban a fiatal cseh végül megelőzte a lengyel versenyzőt. Eközben Čížek is visszaesett hatodik helyre, miután Steibel megelőzte. Baldi Gergő, az első körökben kicsúszott a pályáról és feladta a versenyt, Sanel Ćehić szintén kiesett a versenyből. Az élen Wittke négy másodperccel vezetett a második Groszek előtt. Pekař három másodperccel volt lemaradva Groszek mögött, és a bajnoki címre vonatkozó reményei egyre kisebbnek tűntek, ezzel szemben Makeš ötödik volt, miután Steibel őt is megelőzte, de ez öt perccel a verseny vége előtt még mindig elégnek számított bajnoki cím eléréséhez. Carol Wittke a verseny hátralévő részében nem hibázott, és a lehető legjobb módon fejezte be a szezont, miután az időmérő edzés után mindkét brnói futamot megnyerte, és az összesített harmadik helyét is megszerezte. Bartosz Groszek másodikként haladt át a célvonalon, és az összesített értékelésben így a negyedik hellyel kellett beérnie. Tomáš Pekař a harmadik helyen végzett, de ez nem volt elég ahhoz, hogy elveszítse Makeš a vezetést a bajnokságban. Bár a Mičánek Motorsport powered by Buggyra versenyzője végül ötödik lett Steibel mögött, a célban mégis a bajnoki címet ünnepelhette. Pekařt mindössze négy ponttal előzte meg. A hatodik Petr Čížek, a hetedik Petr Semerád, a nyolcadik Tomasz Rzepecki, a kilencedik Fraňo Dubreta és a tizedik Giacomo Ghermandi is pontot szerzett. Ghermandi annak ellenére kapott egy pontot, hogy a verseny legvégén egy csata hevében ütközött Radim Adámekkel és mindketten kiestek.
- A teljes verseny

## Eredmények

### Áttekintés
|     | Verseny              | Pole-pozíció   | Leggyorsabb kör | Győztes versenyző | Győztes csapat                          |
| --- | -------------------- | -------------- | --------------- | ----------------- | --------------------------------------- |
| 1.  | Hungaroring          | Tomáš Pekař    | Tomáš Pekař     | Tomáš Pekař       | Carpek Service                          |
| 2.  | Hungaroring          |                | Tomáš Pekař     | Tomáš Pekař       | Carpek Service                          |
| 3.  | Slovakia Ring        | Milovan Vesnić | Michal Makeš    | Michal Makeš      | Micanek Motorsport pwrd by Buggyra ACCR |
| 4.  | Slovakia Ring        |                | Tomáš Pekař     | Tomáš Pekař       | Carpek Service                          |
| 5.  | Tor Poznań           | Michal Makeš   | Tomáš Pekař     | Michal Makeš      | Micanek Motorsport pwrd by Buggyra ACCR |
| 6.  | Tor Poznań           |                | Michal Makeš    | Bartosz Groszek   | Horňák-Aditis                           |
| 7.  | Automotodrom Grobnik | Milovan Vesnić | Bartosz Groszek | Milovan Vesnić    | Vesnić Racing                           |
| 8.  | Automotodrom Grobnik |                | Carol Wittke    | Tomáš Pekař       | Carpek Service                          |
| 9.  | Slovakia Ring        | Michal Makeš   | Jonas Karklys   | Jonas Karklys     | NordPass                                |
| 10. | Slovakia Ring        |                | Tomáš Pekař     | Michal Makeš      | Micanek Motorsport pwrd by Buggyra ACCR |
| 11. | Automotodrom Brno    | Carol Wittke   | Carol Wittke    | Carol Wittke      | Fullín Race Academy                     |
| 12. | Automotodrom Brno    |                | Bartosz Groszek | Carol Wittke      | Fullín Race Academy                     |

### Egyéni
Pontrendszer:
| Helyezés | Helyezés | 1. | 2. | 3. | 4. | 5. | 6. | 7. | 8. | 9. | 10. | LK |
| Pontok   | Időmérő  | 3  | 2  | 1  |    |    |    |    |    |    |     |    |
| Pontok   | Verseny  | 25 | 18 | 15 | 12 | 10 | 8  | 6  | 4  | 2  | 1   | 1  |

| #   | Versenyző            | HUN | HUN | SVK  | SVK  | POZ | POZ  | GRO | GRO | SVK  | SVK | BRN | BRN | Pont     |
| --- | -------------------- | --- | --- | ---- | ---- | --- | ---- | --- | --- | ---- | --- | --- | --- | -------- |
| 1.  | Michal Makeš         | 23  | 3   | 13   | 3    | 1   | 2    | 4   | 6*  | 41   | 1   | 4   | 5*  | 187(205) |
| 2.  | Tomáš Pekař          | 1   | 1   | 52   | 1    | 2   | 12†* | 5   | 1   | Ni*2 | 7   | 5   | 3   | 183      |
| 3.  | Carol Wittke         | 9*  | 7   | 3    | 4    | 10* | 6    | 32  | 3   | 3    | 4   | 1   | 1   | 155(158) |
| 4.  | Bartosz Groszek      |     |     |      |      | 8   | 1    | 23  | 2   | 2    | 3   | 23  | 2   | 138      |
| 5.  | Sebastian Steibel    | 7   | 5   | 2    | 2    | 6   | 3    | 6   | Ki* | 9    | 5   | 6   | 4   | 115      |
| 6.  | Milovan Vesnić       | 32  | 4   | 12†1 | 6    | 11  | Ki   | 1   | Ki  |      |     |     |     | 68       |
| 7.  | Tomasz Rzepecki      | 6   | 8   | 4    | 13†* | 4   | 7    | 8   | 5   | Ki   | Ki  | 7   | 8   | 66       |
| 8.  | Petr Čížek           | 10  | 9   | Ki*  | Ki   | 5   | 13†  | 7   | Ki  | 8    | 10  | 32  | 6   | 49       |
| 9.  | Jonas Karklys        |     |     |      |      |     |      |     |     | 1    | 2   |     |     | 44       |
| 10. | Lukasz Stolarczyk    | 5   | 2   | 7    | 12   | 7   | Ki   | Ki  | Ni  |      |     |     |     | 40       |
| 11. | Giacomo Ghermandi    | 4   | 6   | Ni   | 11   | 9   | 5    | Ki  | 7   | Ki   | 11  | 11  | 10† | 40       |
| 12. | Radim Adámek         | 13  | 12  | 10   | 10   | 13  | 11   | 10  | 4   | 7    | 6   | 10  | 11† | 30       |
| 13. | Szymon Jabłoński     |     |     |      |      | 3   | 4    |     |     |      |     |     |     | 28       |
| 14. | Sanel Ćehić          | 12  | 11  | 11   | 9    | 12  | 8    | Ki  | Ki  | 5    | 8   | 13  | Ki  | 20       |
| 15. | Miro Horňák          |     |     | 6    | 5    |     |      |     |     |      |     |     |     | 18       |
| 16. | Žarko Knego          | 11  | Ni  | 9    | 7    |     |      | 9   | Ni  | 6    | Ki  |     |     | 18       |
| 17. | Petr Semerád         |     |     |      |      |     |      |     |     |      |     | 9   | 7   | 8        |
| 18. | David Němček         |     |     | 8    | 8    |     |      |     |     |      |     |     |     | 8        |
| 19. | Petr Fulín jr.       | 8   | 10  |      |      |     |      |     |     |      |     |     |     | 5        |
| 20. | Báldi Gergő          |     |     |      |      |     |      |     |     |      |     | 8   | Ki  | 4        |
| 21. | René Martinek        |     |     |      |      |     |      |     |     | 10   | 9   |     |     | 3        |
| 22. | Fraňo Dubreta        |     |     |      |      |     |      |     |     |      |     | 12  | 9   | 2        |
| 23. | Jakub Wyszomirski    |     |     |      |      | 14  | 9    |     |     |      |     |     |     | 2        |
| 24. | Sebastian Kolakowski |     |     |      |      | 15  | 10   | 11  | Ni  |      |     |     |     | 1        |
| #   | Versenyző            | HUN | HUN | SVK  | SVK  | POZ | POZ  | GRO | GRO | SVK  | SVK | BRN | BRN | Pont     |

| Szín   | Eredmény                                      |
| ------ | --------------------------------------------- |
| Arany  | Győztes                                       |
| Ezüst  | 2. helyezett                                  |
| Bronz  | 3. helyezett                                  |
| Zöld   | Pontot szerzett                               |
| Kék    | Pont nélkül vagy helyezetlenül ért célba (Hn) |
| Lila   | Nem ért célba (Ki)                            |
| Piros  | Nem kvalifikálta magát (Nk)                   |
| Fekete | Diszkvalifikálták (Kiz)                       |
| Fehér  | Nem indult (Ni)                               |
| Fehér  | Visszavonult (WD)                             |
| Fehér  | Verseny törölve (C)                           |
| Üres   | Nem vett részt                                |
| Üres   | Kizárt (EX)                                   |

- † – Nem ért célba, de teljesítette a versenytáv 70%-át, így teljesítményét értékelték
- * – A versenyző azon eredményei, amit a széria szabályrendszere következtében nem számítottak bele a pontversenybe.

### Csapat
| #   | Csapat                                  | HUN | HUN | SVK  | SVK | POZ | POZ | GRO | GRO | SVK | SVK | BRN | BRN | Pont |
| --- | --------------------------------------- | --- | --- | ---- | --- | --- | --- | --- | --- | --- | --- | --- | --- | ---- |
| 1.  | Fullin Race Academy                     | 9   | 7   | 3    | 4   | 5   | 6   | 32  | 3   | 3   | 4   | 1   | 1   | 207  |
| 1.  | Fullin Race Academy                     | 10  | 9   | Ki   | Ki  | 10  | 13† | 7   | Ki  | 8   | 10  | 32  | 6   | 207  |
| 2.  | Micanek Motorsport pwrd by Buggyra ACCR | 23  | 3   | 13   | 3   | 1   | 2   | 4   | 6   | 41  | 1   | 4   | 5   | 205  |
| 3.  | Horňák-Aditis                           | 8   | 10  | 6    | 5   | 8   | 1   | 23  | 2   | 2   | 3   | 23  | 2   | 190  |
| 3.  | Horňák-Aditis                           | 13  | 12  | 10   | 10  | 13  | 11  | 10  | 4   | 7   | 6   | 10  | 11† | 190  |
| 4.  | Carpek Service                          | 1   | 1   | 52   | 1   | 2   | 12† | 5   | 1   | Ni2 | 7   | 5   | 3   | 183  |
| 5.  | Steibel Motorsport                      | 7   | 5   | 2    | 2   | 6   | 3   | 6   | Ki  | 9   | 5   | 6   | 4   | 115  |
| 6.  | Vesnić Racing                           | 32  | 4   | 12†1 | 6   | 11  | Ki  | 1   | Ki  |     |     |     |     | 68   |
| 7.  | Basenhurt Racing Team                   | 6   | 8   | 4    | 13† | 4   | 7   | 8   | 5   | Ki  | Ki  | 7   | 8   | 66   |
| 8.  | LEMA Racing                             | 4   | 6   | Ni   | 11  | 9   | 5   | Ki  | 7   | Ki  | 11  | 9   | 7   | 48   |
| 8.  | LEMA Racing                             |     |     |      |     |     |     |     |     |     |     | 11  | 10† | 48   |
| 9.  | NordPass                                |     |     |      |     |     |     |     |     | 1   | 2   |     |     | 44   |
| 10. | BTC Maszyny                             | 5   | 2   | 7    | 12  | 7   | Ki  | Ki  | Ni  |     |     |     |     | 40   |
| 11. | BM Racing Team                          |     |     |      |     | 3   | 4   |     |     |     |     |     |     | 28   |
| 12. | CS-Motorsport                           | 12  | 11  | 11   | 9   | 12  | 8   | Ki  | Ki  | 5   | 8   | 13  | Ki  | 20   |
| 13. | AK Dubrovnik Racing                     | 11  | Ni  | 9    | 7   |     |     | 9   | Ni  | 6   | Ki  |     |     | 18   |
| 14. | ARC Bratislava                          |     |     | 8    | 8   |     |     |     |     |     |     |     |     | 8    |
| 15. | M1RA                                    |     |     |      |     |     |     |     |     |     |     | 8   | Ki  | 4    |
| 16. | Honda Wyszomirski                       |     |     |      |     | 14  | 9   | 11  | Ni  |     |     |     |     | 3    |
| 16. | Honda Wyszomirski                       |     |     |      |     | 15  | 10  |     |     |     |     |     |     | 3    |
| 17. | RTM Motorsport                          |     |     |      |     |     |     |     |     | 10  | 9   |     |     | 3    |
| 18. | AMSK KOTOR                              |     |     |      |     |     |     |     |     |     |     | 12  | 9   | 2    |
| #   | Csapat                                  | HUN | HUN | SVK  | SVK | POZ | POZ | GRO | GRO | SVK | SVK | BRN | BRN | Pont |

| Szín   | Eredmény                                      |
| ------ | --------------------------------------------- |
| Arany  | Győztes                                       |
| Ezüst  | 2. helyezett                                  |
| Bronz  | 3. helyezett                                  |
| Zöld   | Pontot szerzett                               |
| Kék    | Pont nélkül vagy helyezetlenül ért célba (Hn) |
| Lila   | Nem ért célba (Ki)                            |
| Piros  | Nem kvalifikálta magát (Nk)                   |
| Fekete | Diszkvalifikálták (Kiz)                       |
| Fehér  | Nem indult (Ni)                               |
| Fehér  | Visszavonult (WD)                             |
| Fehér  | Verseny törölve (C)                           |
| Üres   | Nem vett részt                                |
| Üres   | Kizárt (EX)                                   |

- † – Nem ért célba, de teljesítette a versenytáv 70%-át, így teljesítményét értékelték

### Junior
| #  | Versenyző        | HUN | HUN | SVK | SVK | POZ | POZ | GRO | GRO | SVK | SVK | BRN | BRN | Pont |
| -- | ---------------- | --- | --- | --- | --- | --- | --- | --- | --- | --- | --- | --- | --- | ---- |
| 1. | Michal Makeš     | 23  | 3   | 13  | 3   | 1   | 2   | 4   | 6   | 41  | 1   | 4   | 5   | 187  |
| 2. | Tomasz Rzepecki  | 6   | 8   | 4   | 13† | 4   | 7   | 8   | 5   | Ki  | Ki  | 7   | 8   | 66   |
| 3. | Szymon Jabłoński |     |     |     |     | 3   | 4   |     |     |     |     |     |     | 28   |
| 4. | Petr Semerád     |     |     |     |     |     |     |     |     |     |     | 9   | 7   | 8    |
| #  | Versenyző        | HUN | HUN | SVK | SVK | POZ | POZ | GRO | GRO | SVK | SVK | BRN | BRN | Pont |

| Szín   | Eredmény                                      |
| ------ | --------------------------------------------- |
| Arany  | Győztes                                       |
| Ezüst  | 2. helyezett                                  |
| Bronz  | 3. helyezett                                  |
| Zöld   | Pontot szerzett                               |
| Kék    | Pont nélkül vagy helyezetlenül ért célba (Hn) |
| Lila   | Nem ért célba (Ki)                            |
| Piros  | Nem kvalifikálta magát (Nk)                   |
| Fekete | Diszkvalifikálták (Kiz)                       |
| Fehér  | Nem indult (Ni)                               |
| Fehér  | Visszavonult (WD)                             |
| Fehér  | Verseny törölve (C)                           |
| Üres   | Nem vett részt                                |
| Üres   | Kizárt (EX)                                   |

- † – Nem ért célba, de teljesítette a versenytáv 70%-át, így teljesítményét értékelték

### Időmérők
| Helyezés | Pole-pozíció | További pontszerzők | További helyezések | Nem kvalifikált | Nem vett részt | Kizárták |
| -------- | ------------ | ------------------- | ------------------ | --------------- | -------------- | -------- |
| Színkód  | 1.           | 2.–3.               | 4.–                | nk              | ni             | kiz      |

| Versenyző            | HUN   | SVK | POZ | GRO | SVK | BRN |
| -------------------- | ----- | --- | --- | --- | --- | --- |
| Michal Makeš         | 3     | 3   | 1   | 6   | 1   | 4   |
| Tomáš Pekař          | 1     | 2   | 2   | 5   | 2   | 6   |
| Carol Wittke         | 10[d] | 8   | 9   | 2   | 8   | 1   |
| Bartosz Groszek      |       |     | 8   | 3   | 6   | 3   |
| Sebastian Steibel    | 7[b]  | 7   | 4   | 8   | 5   | 7   |
| Milovan Vesnić       | 2[c]  | 1   | 10  | 1   |     |     |
| Tomasz Rzepecki      | 9     | 6   | 7   | 12  | 12  | 10  |
| Petr Čížek           | 6     | 4   | 6   | 7   | 7   | 2   |
| Jonas Karklys        |       |     |     |     | 4   |     |
| Lukasz Stolarczyk    | 4     | 11  | 5   | 4   |     |     |
| Giacomo Ghermandi    | 5     | 10  | 11  | 10  | 3   | 5   |
| Radim Adámek         | 12    | 13  | 15  | 11  | 9   | 11  |
| Szymon Jabłoński     |       |     | 3   |     |     |     |
| Sanel Ćehić          | 13    | 14  | 14  | 13  | 10  | 9   |
| Miro Horňák          |       | 5   |     |     |     |     |
| Žarko Knego          | 11    | 12  |     | 9   | 11  |     |
| Petr Semerád         |       |     |     |     |     | 12  |
| David Němček         |       | 9   |     |     |     |     |
| Petr Fulín jr.       | 8     |     |     |     |     |     |
| Báldi Gergő          |       |     |     |     |     | 8   |
| René Martinek        |       |     |     |     | 13  |     |
| Fraňo Dubreta        |       |     |     |     |     | 13  |
| Jakub Wyszomirski    |       |     | 13  |     |     |     |
| Sebastian Kolakowski |       |     | 12  | 14  |     |     |
| Versenyző            | HUN   | SVK | POZ | GRO | SVK | BRN |

Megjegyzések:
- ↑ b:  – Sebastian Steibel legjobb köridejét törölték a hungaroringi időmérő edzést követően a pályahatárok átlépése miatt.
- ↑ c:  – Milovan Vesnić legjobb köridejét törölték a hungaroringi időmérő edzést követően a pályahatárok átlépése miatt.
- ↑ d:  – Carol Wittke legjobb köridejét törölték a hungaroringi időmérő edzést követően a pályahatárok átlépése miatt.